# Paphinia levyae
Espèce
Paphinia levyae est une espèce de plantes à fleurs de la familles des Orchidaceae (les orchidées) et appartenant à la sous-tribu des Stanhopeinae.
Fleurs d’un roux flamboyant marginées de blanc. Sépales rayés de blanc. Paphinia levyae est l’unique espèce du genre Paphinia à présenter une paire de lamelles presque à angle droit à la naissance du labelle.

## Étymologie
Nom donné en hommage à Ralph Levy Jr., orchidophile américain, pour ses efforts de propagation des orchidées sauvages par reproduction in vitro. Ralph Levy maintient à Memphis, Tennessee, la plus importante collection américaine de Paphinia.

## Diagnose
Planta epiphytica; pseudobulbis elliptico-ovoideis, 5.5 cm altis; foliis plicatis, linerari-oblanceolatis, utrinque attenuatis, breviter petiolatis,princepaliter 3-nervatis, usque ad 22 cm longis, 2.5 cm latis; inflorescentiis arcuatis, laxe 3-floris; bracteis ovato-lanceolatis, acuminatis, quam ovaris pedicellatis multo brevioribus ; floribus speciosis; sepalis petalisque patentibus, ferrugineo-igneis, margine albis, sepalis in centro transverse albo-lineatis ; sepalo postico anguste ovato-lanceolato, sursum valde attenuato, acuto, 63 mm longo, 17 mm lato ; sepalis lateralibus inter se brevissime (2-3 mm) connatis, oblique ovato-lanceolatis, apicem versus sensim flacato-attenuatis, 62 mm longis, 15 mm latis ; petalis e cuneata basi rhombeo-lanceolatis, acutis, 50 mm longis, 18 mm latis ; labello porrecto, hypochilio utrinque triangulo-falcato, suberecto, valde carnoso, ad basin lamellis 2, quadro-oblongis et filis 2 superpositis ornato, 8 mm longo, epichilio e cuneata basi sagittato, apice rotundato, utrinque oblique triangulo, ferrugineo, toto disco verrucoso, ad basin epichilii callo caronoso, biantennato ornato, apicem versus margine clavato-ciliato, toto labello 20 mm longo, inter lobos hypochilii explanato 22 mm lato ; columna leviter arcuata, supra alata, alis basin versus decurrentibus, non angulatis, 20 mm longa, pede ascendenti, 7 mm longo ; ovario pedicellato furfuraceo, 4 cm longo.
- Garay. Harvard Papers in Botany 4(1): 311, f. 7b. 1999.

## Répartition et biotope
La plante type a été découverte dans la région de Lita, dans la province équatorienne de Carachi.

## Culture
Aucune information disponible.